# برنارد لی
برنارد لی (انگلیسی: Bernard Lee; ۱۰ ژانویهٔ ۱۹۰۸ – ۱۶ ژانویهٔ ۱۹۸۱) هنرپیشه اهل بریتانیا بود.
از فیلم‌هایی که وی در آن نقش داشته‌است می‌توان به دکتر نو، در خدمت سرویس مخفی ملکه، الماس‌ها ابدیند، مرد سوم، شیطان را بران، اتاق ال شکل، مردی با طپانچه طلایی و جاسوسی که دوستم داشت اشاره کرد.